# Aethozoon pellucidum
Aethozoon pellucidum är en mossdjursart som beskrevs av Hayward 1978. Aethozoon pellucidum ingår i släktet Aethozoon och familjen Aethozoontidae. Inga underarter finns listade i Catalogue of Life.